# De Grünstein-variant
De Grünstein-variant is een hoorspel van Wolfgang Kohlhaase. Die Grünstein-Variante werd op 25 december 1976 door de Rundfunk der DDR uitgezonden en werd in 1977 bekroond met de Prix Italia. Gerrit Bussink vertaalde het en de NOS zond het uit op vrijdag 28 december 1979, van 22:40 uur tot 23:55 uur. De regisseur was Hans Karsenbarg.

## Rolbezetting
- Bert Dijkstra (Lodek)
- Wim Kouwenhoven (Grünstein)
- Hans Veerman (de Griek)
- Frans Somers (de gevangenisdirecteur)
- Dries Krijn (bewaker)

## Inhoud
Lodek is vele jaren zeeman geweest en leeft nu als rentenier in Berlijn. Zijn ergernis over een paar verloren schaakpartijen leidt zijn gedachten terug naar een huis van bewaring in Parijs. Daar had hij in de zomer van 1939 twee merkwaardige celgenoten: een Griekse kok, die door de tragikomische gedachte wordt beheerst dat hij al zo’n twintig jaar door de Duitse ex-keizer Wilhelm in zijn Nederlandse ballingsoord wordt verwacht; en dan die slager Grünstein die, door de wekenlange hechtenis en de zorg om zijn familie, almaar volgens de joodse riten ossen aan het slachten is. Alle drie zijn ze slachtoffers van politiewillekeur, waarmee de Franse regering uit angst voor Hitler haar afkeer voor emigranten demonstreert. Om de tijd door te komen boetseert Lodek uit brood en de schrale gevangenissoep schaakstukken en hij brengt de tegenstribbelende Grünstein ertoe, schaken te leren.